# Komuna e Dropullit i Poshtëm
Komuna e Dropullit i Poshtëm är en tidigare kommun i Albanien.   Den ligger i prefekturen Qarku i Gjirokastrës, i den södra delen av landet, 150 km söder om huvudstaden Tirana. Kommunen ingår sedan kommunreformen 2015 i Dropulli kommun.
Trakten runt Komuna e Dropullit i Poshtëm består till största delen av jordbruksmark.  Runt Komuna e Dropullit i Poshtëm är det ganska glesbefolkat, med 47 invånare per kvadratkilometer.